# هایرنیاتس
هایرنیاتس (به ارمنی: Հայրենյաց) یک روستا در ارمنستان است که در استان شیراک واقع شده‌است. در ۲۰ کیلومتری جنوب گیومری، مرکز استان شیراک واقع شده‌است.

## خصوصیات
هایرنیاتس ۷۲۹ نفر جمعیت دارد و در ارتفاع ۱۵۹۰ متر بالاتر از سطح دریا قرار گرفته‌است.
| سال   | ۱۸۳۱ | ۱۸۹۷ | ۱۹۲۶ | ۱۹۳۹ | ۱۹۵۹ | ۱۹۷۰ | ۱۹۷۹ | ۲۰۰۱ | ۲۰۰۴ |
| جمعیت | ۸۸   | ۷۷۲  | ۷۴۵  | ۷۷۲  | ۵۳۹  | ۵۸۲  | ۵۳۴  | ۷۲۹  | ۶۵۸  |